# As Aventuras de Tom Bombadil
As Aventuras de Tom Bombadil é uma coletânea de poesias escritas por J.R.R Tolkien e publicada em 1962. O livro contém 16 poemas, mas apenas dois tratam de Tom Bombadil, um personagem que é mais conhecido por seu encontro com Frodo Baggins em A Sociedade do Anel ou a Irmandade do Anel (o primeiro volume do best-seller de Tolkien O Senhor dos Anéis). O resto dos poemas são uma coletânea de versos e rimas dos contos de fadas da Terra-Média. Dois dos poemas aparecem em O Senhor dos Anéis também.
O volume inclui o que W.H Auden considera o melhor poema de Tolkien, The Sea Bell, com o subtítulo Frodos Dreme. É uma peça com grande complexidade métrica e rítmica que narra uma viagem para uma terra estranha além do mar. Baseando-se em poesia medieval "visão de sonho" e Immram irlandês, a peça é marcadamente melancólica e a nota final é uma alienação e desilusão.
O livro foi originalmente ilustrado por Pauline Baynes e mais tarde por Roger Garland. O livro, como a primeira edição de A Sociedade do Anel, é apresentada como se fosse uma tradução real do Livro Vermelho do Marco Ocidental, e contém algumas informações básicas sobre o mundo da Terra-média que não é encontrada em outro lugar: por exemplo, o nome da torre de Dol Amroth e os nomes dos Sete Rios de Gondor. Há também uma certa ficção de informação nesses poemas, relacionando-os ao folclore Hobbit e literatura, bem como seus escritores reais (alguns deles foram escritos por Samwise Gamgee).
O livro também é notável, porque ele usa a letra "K" em vez de "C" para o som / k / em Sindarin, uma variante ortográfica Tolkien alternaram várias vezes em seus escritos.

## Conteúdo

### Versão britânica
1. The Adventures of Tom Bombadil
2. Bombadil Goes Boating
3. Errantry
4. Princess Mee
5. The Man in the Moon Stayed Up Too Late
6. The Man in the Moon Came Down Too Soon
7. The Stone Troll
8. Perry-the-Winkle
9. The Mewlips
10. Oliphaunt
11. Fastitocalon
12. Cat
13. Shadow-bride
14. The Hoard
15. The Sea-Bell
16. The Last Ship

### Versão portuguesa
1. As Aventuras de Tom Bombadil
2. O Ferreiro de Wootton Major
3. O Lavrador Giles de Ham
4. A Folha de Niggle